# 張無忌 (節目主持人)
張無忌是香港及加拿大的報章副刊編輯及專欄作家。

## 生平
1970年代至1990年代時在香港最多九份報章及雜誌撰寫專欄。1994年移民潮時移居加拿大溫哥華，之後任職加拿大中文電台的節目主持人，在溫哥華逢星期一至五晚上及在多倫多逢星期六下午都有固定節目。

## 節目主持
- 《生活派對》之時代新知[4][6][7]
- 《八卦是非圈》[5]
- 《八卦夫妻》[1]：已結束。